# Kathedrale von Aleth

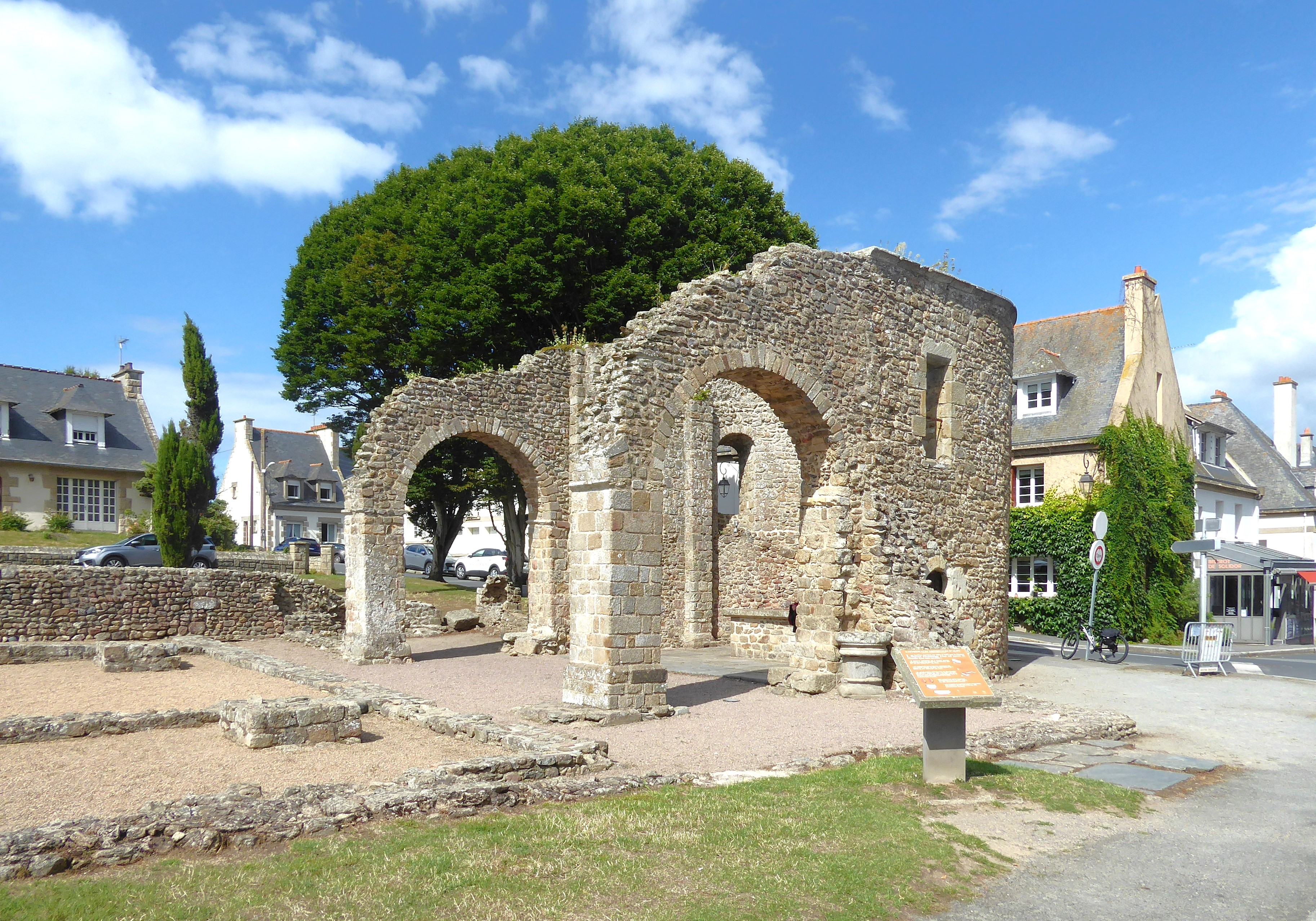
Kathedrale von Aleth, Blick zur Ruine des Chorraums

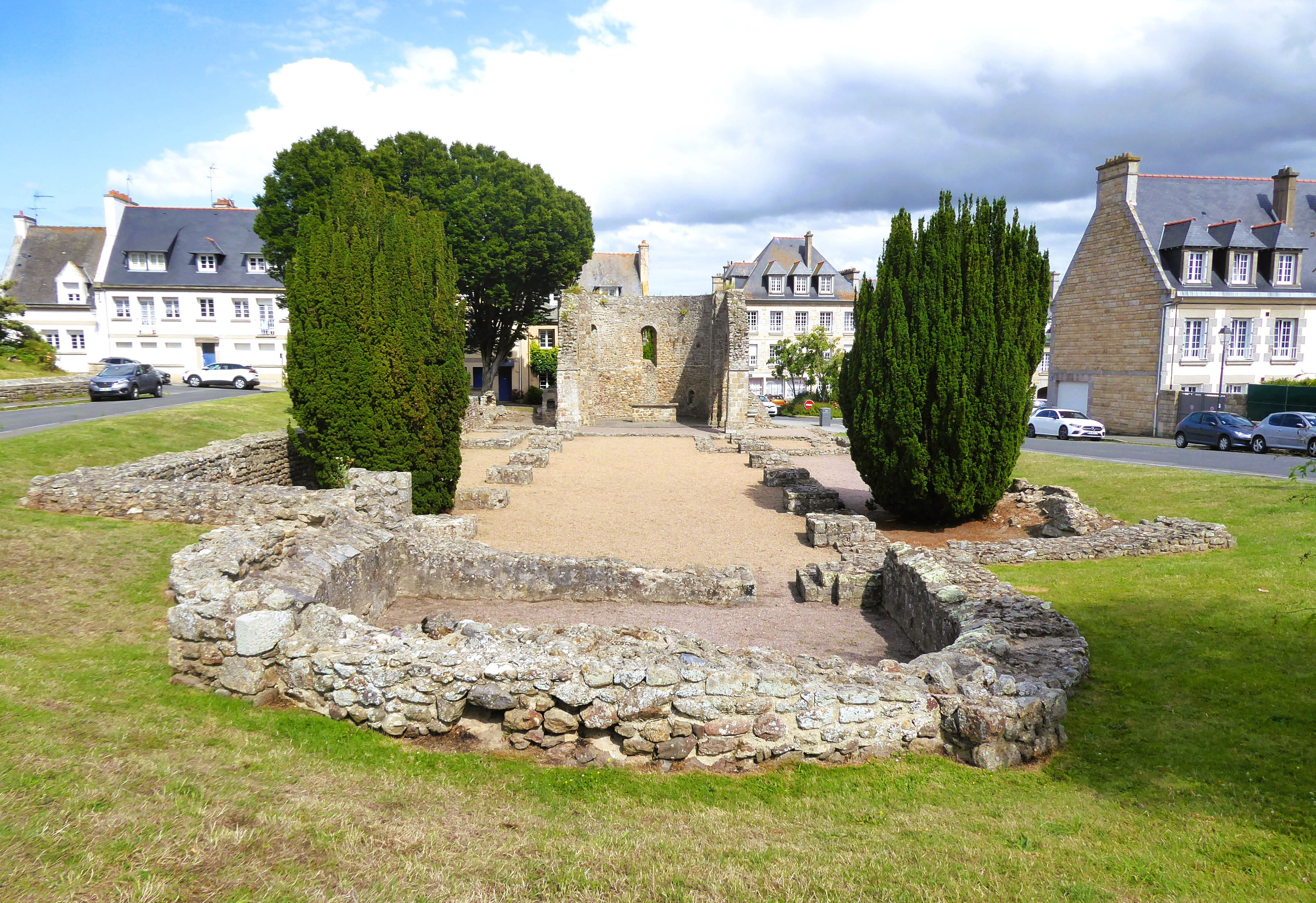
Die Ruine der Westapsis Richtung Osten

Die Kathedrale von Aleth (auch: Cathédrale Saint-Pierre d’Aleth) ist die Ruine der ehemaligen Kathedrale des 1801 aufgelösten Bistums Saint-Malo im Département Ille-et-Vilaine in der Bretagne. Die Ruine befindet sich auf der Halbinsel Alet im Ortsteil Saint-Servan von Saint-Malo. Die Ruine der Kapelle St-Pierre, die im Chorraum der früheren Kathedrale eingerichtet worden war, ist seit dem Jahr 1945 als Monument historique eingestuft. Das gesamte archäologisch erfasste Areal der Kathedrale wurde 1996 als Monument historique geschützt.

## Geschichte
Archäologische Grabungen belegen eine Besiedlung des Areals der früheren Kathedrale von der Eisenzeit bis zum Mittelalter. Im 4. Jahrhundert entstand in gallorömischer Zeit ein großes Gebäudeensemble mit einem von einem Portikus umgebenen Innenhof. Zwischen dem 5. und 7. Jahrhundert wurde dort in merowingischer Zeit eine Kirche errichtet, die im 9. Jahrhundert durch eine vorromanische Kathedrale auf dem Grundriss eines Taukreuzes ersetzt wurde. Sie wurde zwischen 950 und 1150 durch einen größeren Neubau ersetzt, dessen Langhaus im Umfang den Fundamenten des langgestreckten Hauptgebäudes des gallorömischen Bauwerks entsprach. Diese romanische Kathedrale war ein repräsentatives Bauwerk mit zwei gegenüberliegenden Apsiden im Osten und im Westen des Gotteshauses. Eine Bauform, die einzigartig in der Bretagne war, die man zeitgleich in der Karolingerzeit zum Beispiel im alten Kölner Dom und im Dom von Besançon findet. Im 12. Jahrhundert wurde im Jahr 1145 der Sitz des Bistums weiter nördlich nach Saint-Malo innerhalb der dortigen Stadtmauern verlegt. Im 13. Jahrhundert wurde die alte Kathedrale um 1255 mit Ausnahme der Ostapsis gleichzeitig mit der Stadtmauer geschleift. Die östliche Apsis wurde später in eine dem heiligen Petrus gewidmete Kapelle umgewandelt, die Jahreszahl 1675 war ursprünglich an dem Bauwerk sichtbar. Im Jahr 1868 wurde die Kapelle restauriert und neu benediziert. Zwischen 1972 und 1978 erfolgten grundlegende archäologische Untersuchungen des gesamten Areals. Heute stellt der Standort eine Konsolidierung der Fundamente der romanischen Kathedrale dar.